# Le Fugitif (film, 1947)
Cet article concerne le film de Robert Bibal. Pour le film d'Andrew Davis, voir Le Fugitif.
Pour les articles homonymes, voir Le Fugitif.
Pour plus de détails, voir Fiche technique et Distribution.
Le Fugitif est un film français réalisé par Robert Bibal, sorti en 1947.

## Synopsis
Fred Maubert, un innocent condamné pour un crime qu'il n'a pas commis, s'évade de prison et part à la recherche du vrai coupable. Il commence par chercher son ancienne maîtresse, Simone, mariée depuis au Docteur Bréville et vivant au Canada.

## Fiche technique
- Titre : Le Fugitif
- Réalisation : Robert Bibal
- Scénario : René Jolivet
- Décors : Jacques Krauss
- Photographie : Léonce-Henri Burel
- Montage : Fanchette Mazin
- Musique : Henri Verdun
- Producteur : Bernard Granger
- Société de production : Sirius Films
- Pays de production :  France
- Langue : français
- Genre : Film dramatique
- Format : Noir et blanc — 35 mm — 2,35:1 — Son : Mono
- Durée : 95 minutes (1 h 35)
- Date de sortie : 
  - France : 5 février 1947
- Numéro de visa : 3837

## Distribution
- René Dary : Frédéric Maubert dit 'Fred'
- Madeleine Robinson : Simone Bréville
- Alfred Adam : Bank
- Arlette Merry : Deanna
- Philippe Hersent : Pole
- Pierre Dudan
- Roland Bailly : John
- Pierre Collet : Bernard
- Jean Debucourt : le docteur Jacques Bréville
- Albert Dinan : Mac Gregg
- Georges Lannes : Lechartier
- Paul Barge : le consommateur
- Jane Beretta : la bonne

## Pour approfondir